# 天津攻城战

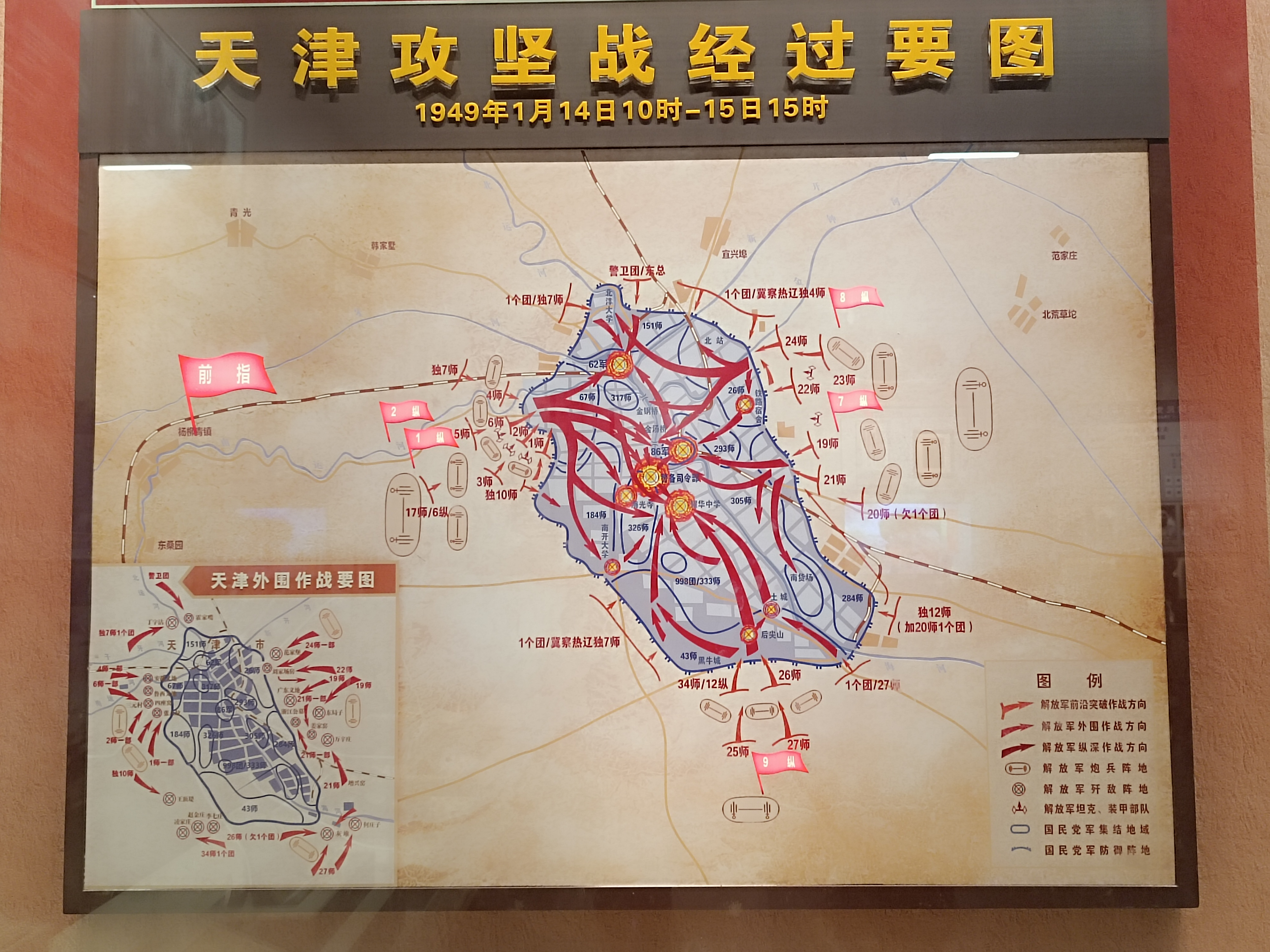
平津战役纪念馆内的天津攻坚战经过要图

天津攻城戰是1949年1月初平津战役中，中国人民解放军第四野战军攻佔天津市区的战役。

## 战前
1948年12月19日凌晨，位于杨村车站的守军第333师师部及所属的997、999共两个团3,000人，乘火车离开杨村收缩回天津。第四十五军第133师全师从宝坻县城出发多路急进，399团在左路、397团为中路、398团为右路，截击第333师。凌晨5时第399团战斗打响，6点10分战斗结束，1小时5分钟激战全歼2个团、1个师部，毙副师长以下325人，俘少将师长宋海潮以下2,400余人。
1948年12月29日解放军第44军司令部由塘沽附近地区移驻贯儿庄地区，当晚布置着手调查了解津东及津北之地形材料，以及做开进武清安次道路之准备。30日受领攻津命令，开始攻津准备。31日下午下达对各级司令部攻津准备工作指示。1949年1月1日至12日组织外围战斗。1949年1月2日起，解放军攻击部队34万人在天津周围集结。:132。1月3日5时开始外围战斗。第44军攻占东局子（1月7日）浙江公墓、广东山庄（1月12日）。1月8日，第135师405团向四孔窑发起攻击；第399团佯攻策应，以其第三连攻克刘家厂房，俘敌50名，第三连伤亡百余人，干部只剩下一名排长率30余人占领阵地后，指定伤员看守俘虏，敌营预备队从暗道出来突然发起反冲击，三连打退反冲击后只剩下十余人了，50名俘虏炸营，里应外合把三连残存人员抓进城内，至此第三连覆没，阵地被敌重占。
林彪、罗荣桓致函天津警备司令官陈长捷，劝其献城投降，但陈长捷拒绝。
1月14日，解放軍攻城指挥部确定“东西对进，拦腰截断，先分割后围歼”的作战方针，以第三十八、第十九军为西突击集团，第四十四、第四十五纵队为东突击集团发起主攻，第四十六军（配属善于攻坚战的第四十九军第145师）为南集团助攻，第128师为总预备队。

## 战斗经过
1949年1月7日，第145师第435团拔除了天津外围李七庄据点，基本扫清外围。1月9日，第四十六军以第145师与第137师并肩为第一梯队，担负前、后尖山以南地区突破城防任务。第145师以第433团担任突破任务，以第434团为第二梯队，第435团为预备队。1月13日夜开始运动，1月14日拂晓到达指定位置。
1月14日10时总攻天津开始。12时，攻城部队在炮兵和装甲兵配合下，在东西南三个方向打开九个突破口。
1月15日5时，东西主攻部队在金汤桥上胜利会师，完成了对天津守军的拦腰斩断。

## 战役结果
经29小时激战，全歼守军第六十二军、第86军2个军10个师13万人，第112师第334团攻占天津警备司令部，俘虏天津警备司令官陈长捷。

## 结局
解放军共伤亡23,799人。其中伤师级一人（第145师参谋长）、团级十一人、营级九十二人、连级400人、排级838人、班以下17,872人，合计19,214人。战死团级十余人、营级二十八人、连级117人、排级216人、班级以下3,738人，合计4,106人。其他479人，共计23,799人。第三十九军第117师副师长杜存典（未到任，仍任第351团团长）1949年1月8日在和平门外勘察地形时，遭冷炮击中身亡。第三十九军伤亡达到5,797人，战死5名团职干部，其中3人是在1月8日在城外勘察地形时被炮击战死。除了杜存典，还有副团长马克正，第三十九军司令部通讯科科长王甫廉。第三十九军第117师第350团参谋长李惠民在总攻时冲过护城河时炮击战死。陈忠义因劳累过度去世。第四十七军作为打援部队，战死了四名团级干部，全都是在西营门外隐蔽部观察战况观摩攻城战斗时遭炮击集体战死，包括军司令部通讯科长纪云梯、第415团副团长陈中凯、第417团副团长兰芹、第160师作战科长王谷时、第三十八军一个科长。
国民党正规军伤亡9,933人、地方部队伤亡1,337人，合计伤亡11,270人。俘虏国民党正规军92,399人（包括天津警備司令官陳長捷）、地方部队24,536人，合计俘虏116,935人。国民党正规军投降802人、地方部队投降1,970人。共计毙伤俘降130,977人。
145师歼守军4,000余人。